# Carataco
Carataco (dal latino: Caratacus) (15 circa – 51) è stato un principe britanno, un re celta della tribù dei britanni Catuvellauni e capo principale della resistenza anti-romana. Potrebbe essere identificato con le figure leggendarie del gallese Caradog (o Caradoc o Caradawg) e del re britannico Arvirargo.

## Storia
Secondo lo storico Cassio Dione, Carataco era figlio de rel catuvellauno Cunobelino. Sulla base delle monete battute da Carataco, egli sembra essere stato pupillo di suo zio Epaticco, che espanse il potere dei Catuvellauni verso ovest, a danno della tribù degli Atrebati. Dopo la morte di Epaticco, attorno al 35 d.C., gli atrebati, guidati da Verica, riconquistarono parte dei loro territori. Ma Carataco sembra aver poi riguadagnato le posizioni perdute, ragion per cui Verica chiese aiuto all'imperatore romano Claudio, che approfittò di ciò per invadere la Britannia nel 43.
Cunobelino morì poco prima dell'invasione. Carataco e suo fratello Togodumno si opposero con la guerriglia alle legioni guidate da Aulo Plauzio. Furono però sconfitti in due cruciali battaglie presso i fiumi Medway e Tamigi. Togodumno fu ucciso e i territori dei catuvellauni conquistati dai romani. Carataco riuscì invece a fuggire nell'ovest dell'isola e a mettersi a capo della resistenza britannica.
Dagli Annali di Tacito sappiamo che egli guidò i Siluri e gli Ordovici (popolazioni dell'attuale Galles) contro il governatore romano Publio Ostorio Scapula. Nel 51, Scapula sconfisse Carataco nella battaglia di Caer Caradoc (nel territorio degli ordovici), catturandone la figlia e la moglie e ricevendo la resa dei suoi fratelli. Carataco riuscì a fuggire ancora una volta, rifugiandosi presso i Briganti, la cui regina Cartimandua, fedele alleata di Roma, lo fece gettare in catene e lo consegnò ai romani. Carataco fu mandato come trofeo di guerra a Roma; così racconta Tacito il suo arrivo nell'Urbe:
(Tacito, Annales, XII, 37)
Colpito da queste parole, Claudio concesse la grazia a Carataco, alla moglie e ai fratelli, consentendogli di trascorrere il resto dei loro giorni a Roma. Dopo la sua cattura la resistenza dei Siluri proseguì ugualmente, e altri attacchi furono condotti alle postazioni e alle guarnigioni romane nel loro territorio.

### Tradizioni britanniche medievali
Il ricordo di Carataco potrebbe essere stato conservato nella tradizione medievale britannica: la genealogia conservata in un manoscritto gallese noto come Harleian 3859 (ca. 1100) menziona "Caratauc map Cinbelin map Teuhant", cioè "Carataco, figlio di Cunobelino, figlio di Tasciovano", conservando in questo modo i nomi di tre figure storiche, messe in relazione corretta.
Carataco non compare invece nella Historia Regum Britanniae di Goffredo di Monmouth (XII secolo), sebbene sia probabile che egli corrisponda alla figura di Arvirargo, il figlio più giovane di Cymbeline, che continuò a resistere all'invasione romana dopo la morte del fratello maggiore Guiderio. Nelle versioni gallesi dell'opera di Goffredo il suo nome compare come Gweirydd, figlio di Cynfelyn, mentre suo fratello compare come Gwydyr. Il nome di Arvirago compare invece nella poesia di Giovenale.
Anche il Caradog figlio di Bran che appare nella letteratura medievale gallese potrebbe essere identificato con Carataco, sebbene in questa produzione letteraria l'unica cosa che corrisponde è il nome. Egli compare nel Mabinogion come figlio di Brân il Benedetto, che si andò a guerreggiare in Irlanda, lasciando al figlio il governo della Britannia. Ma fu spodestato da Caswallawn (figura dietro a cui è stato trasfigurato Cassivellauno, che in realtà visse circa un secolo prima di Carataco). Le Triadi gallesi concordano sul fatto che fosse figlio di Bran e sul nome dei suoi due figli: Cawrdaf ed Eudaf.

### Tradizioni moderne
Caradog è stato identificato con Carataco solo dopo la riscoperta dell'opera di Tacito e di altro materiale. Una tradizione di XVIII secolo, resa popolare dall'antiquario e falsario gallese Iolo Morganwg, ritiene Caradog, tornato dalla sua prigionia a Roma, come colui che introdusse il Cristianesimo in Britannia. Iolo fa inoltre del leggendario re britannico del nord, Coel Hen, un figlio di Cyllen, figlio di Caradog.
Un'altra tradizione è quella secondo cui Carataco era cristiano già prima di essere portato a Roma, dato che in Britannia il Cristianesimo era stato portato dal Giuseppe d'Arimatea o da San Paolo